# 安托法加斯塔体育俱乐部
安托法加斯塔体育俱乐部（Club de Deportes Antofagasta）是智利足球俱乐部，位于安托法加斯塔。俱乐部创建于1966年5月14日，现在是智利足球甲B級聯賽的球队。俱乐部的主体育场为安托法加斯塔地区体育场（Estadio Regional de Antofagasta），球场可容纳 26,339 位观众。

## 球队荣誉
- 智利足球乙级联赛 冠军: 1968年

## 知名球员
- Héctor Aldea
- 加夫列尔·卡巴列罗
- 马可·安东尼奥·科尔内斯
- 贾维尔·迪·格雷戈里奥
- Patricio Galaz
- Paulo Pérez
- 佩德罗·雷耶斯
- 塞尔吉奥·马奇安特
- 弗朗西斯科·瓦尔德斯
- 罗本·瓦莱乔
- 马里奥·维尔纳